# Agustín Carrera
Agustín Carrera (* 13. Juni 1988) ist ein argentinischer Hürdenläufer, der sich auf die 110-Meter-Distanz spezialisiert hat.

## Sportliche Laufbahn
Erste Erfahrungen bei internationalen Meisterschaften sammelte Agustín Carrera im Jahr 2010, als er bei den U23-Südamerikameisterschaften, die im Zuge der Südamerikaspiele in Medellín ausgetragen wurden in 14,31 s den vierten Platz belegte, wie auch bei den Ibero-Amerikanischen Meisterschaften 2012 in Barquisimeto in 13,92 s. Im Jahr darauf erreichte er bei den Südamerikameisterschaften in Cartagena in 13,98 s Rang fünf und nahm anschließend erstmals an der Sommer-Universiade in Kasan teil, bei der er mit 14,00 s in der ersten Runde ausschied. 2014 wurde er bei den Südamerikaspielen in Santiago de Chile in 13,86 s Vierter und klassierte sich daraufhin bei den Ibero-Amerikanischen Meisterschaften in São Paulo in 13,80 s auf dem fünften Platz, ehe er beim Panamerikanischen Sportfestival in Mexiko-Stadt in 14,01 s auf Rang sieben landete. 2015 erreichte er bei den Südamerikameisterschaften in Lima in 14,54 s den fünften Platz und schied anschließend bei den Studentenweltspielen in Gwangju mit 14,42 s in der Vorrunde aus.
2017 belegte er bei den Südamerikameisterschaften in Luque in 14,16 s Rang sechs und im Jahr darauf wurde er bei den Südamerikaspielen in Cochabamba in 14,00 s Siebter, ehe er bei den Ibero-Amerikanischen Meisterschaften in Trujillo in 14,16 s die Bronzemedaille hinter dem Brasilianer Gabriel Constantino und Javier McFarlane aus Peru. 2019 belegte er bei den Südamerikameisterschaften in Lima in 14,15 s den fünften Platz und 2020 gewann er bei den erstmals ausgetragenen Hallensüdamerikameisterschaften in Cochabamba mit neuem Landesrekord von 7,87 s die Bronzemedaille im 60-Meter-Hürdenlauf hinter den Brasilianern Constantino und Eduardo de Deus. Zudem gewann er mit der argentinischen 4-mal-400-Meter-Staffel in 3:29,45 min die Silbermedaille hinter dem Team aus Bolivien. 2021 erreichte er bei den Südamerikameisterschaften in Guayaquil in 14,14 s Rang fünf und im Jahr darauf gewann er bei den Hallensüdamerikameisterschaften in Cochabamba in 7,85 s erneut die Bronzemedaille über 60 m Hürden, diesmal hinter den Brasilianern Rafael Pereira und Gabriel Constantino.
In den Jahren 2012 und 2013, 2016, 2018 und 2019 wurde Carrera argentinischer Meister im 110-Meter-Hürdenlauf.

## Persönliche Bestzeiten
- 110 m Hürden: 13,74 s (+1,8 m/s), 25. Januar 2014 in Buenos Aires (argentinischer Rekord)
  - 60 m Hürden (Halle): 7,85 s, 20. Februar 2022 in Cochabamba (argentinischer Rekord)